# Oreocarya weberi
Oreocarya weberi är en strävbladig växtart som först beskrevs av Ivan Murray Johnston, och fick sitt nu gällande namn av William Alfred Weber. Oreocarya weberi ingår i släktet Oreocarya och familjen strävbladiga växter. Inga underarter finns listade i Catalogue of Life.